# Czabán György
Czabán György (Kolbász) (Budapest, 1957. február 2. –) fényképész, filmrendező, producer, szerkesztő, író. A KVB alapítója, a Tilos Rádió műsorkészítője, a Mediawave fesztivál alapítója, a Magyar Független Film és Videó Szövetség elnöke, a Pergő Képek című folyóirat főszerkesztője (1999-2012).

## Életpályája
Szülei: Czabán Dániel és Zsitva Mária. 1965 óta a XVI. kerületben lakik. 1972 óta fényképész. 1977–1982 között a Marx Károly Közgazdaságtudományi Egyetem hallgatója volt. 1983-ban megalapította a Közgáz Vizuális Brigád (KVB) Filmstúdiót. 1984–1993 között a közgazdasági egyetem klubvezetőjeként dolgozott. 1991 óta a Tilos Rádió tagja. 1993–1994 között a Fidesz kulturális osztályvezetője volt. 1994 óta szabadúszó.

## KVB-filmek

### Játékfilmek
- Kiss Vakond (1993)
- Ilyen az élet (1995)
- A kenyereslány balladája (1996)
- Országalma (1998)
- A kis utazás (2000)
- Feri és az édes élet (2001)
- Sztornó (2006)
- Tom Tomiczky kalandjai (2011)

### Rövidfilmek
- Berlin (1984)
- Tavaszi zsongás (1985)
- Állami Bábszínház (1986)
- Bevezetés a filmművészetbe (1987)
- Mákosrétes (1987)
- Kikészítőgyár (1988)
- Utolsó utáni blokk (1990)
- Képzelt megnyilatkozás (1993)
- Családi film (1994)
- Napfogyatkozás (1997)
- Két választás Magyarországon (1998)
- Ez mind mi voltunk egykoron (1999)
- Extázis tíztől hétig (2002)
- Hat vasárnap Magyarországon (2002)
- Jól nézel ki (2004)
- A remete remeke (2004)
- Szalontüdő (2006)
- A jövő mozija (2013)

### Dokumentumfilmek
- Egy átvágott élet (1995)
- Mindenki maga alatt vágja a filmjét (1997)
- Variációk Csenyétére (1999)
- Süllyedő falu (2008)
- Mit tudjátok ti, hogy ki vagyok én! (2008)
- Kelet-európai zombi (2011)
- Free The Jazz (2014)
- Képek mozgó keretben (2014)

### TV-filmek
- Töpörödő (1992)
- Kékharisnya I.-X. (1995)
- Tiszta fekete (1996)
- Az alcsúti romkert titka (1997)

### Egyéb filmek
- Köpni kell… (2011)

## Művei
- Czabán György Kolbász: Barátom, Settenkedő; Prospero Communication Kft., Bp., 2005 (Settenkedő-könyvek)[2]
- Bali 120 arca (2009, Blurb)
- Rekonstrukció (2011, Blurb)
- Local Works (2011, Blurb)
- Budapest, (2012, Blurb)
- Manhole Cover (2013, Blurb)

## Díjai
- Toleranciadíj (1994)
- Magyar Filmszemle Különdíja (1998) Országalma (Pálos Györggyel)
- Magyar Filmszemle Közönségdíj (2000) A kis utazás
- Magyar Filmszemle Legjobb forgatókönyv díja (2001) Feri és az édes élet
- Csokonai Vitéz Mihály-díj (2003)
- Mediawave Legjobb online zenei film díja (2014) Free The Jazz
- Párhuzamos Kultúráért díj (2016)[3]

## Fontosabb kiállítások
- Bali 120 arca, Apolló mozi, Pécs (2005)
- Kalligrammák, K. Petrys Galéria (2007)
- New York, New York, Millenáris, Piros-Fekete Galéria (2009)
- Megfestve, Írók Boltja (2009)
- Pest, ahol élünk, Erzsébetligeti Színház, Corvin Galéria (2013)
- Budapest van Bartok tot Banksy, Studio BaSe Art and Photography, Utrecht, Holland
- Budapest Bartóktól Banksy-ig, Mai Manó Ház (2014)
- Budapest from Bartok to Banksy, XX. Praque International Book Fair, Praque, Czech Republic (2014)
- Mit tud ez a gépcsoda? A38/K. Petrys Galéria (2014)